# Nathuram Godse
Nathuram Vinayak Godse ( Baramati kod Poone, 19. svibnja 1910. — Delhi, 15. studenog 1949.), bio je indijski hinduistički aktivist koji je ubio Mahatmu Ghandija 30. siječnja 1948. Ubojstvo je motivirano Ghandijevom ulogom u podjeli Britanske Indije na Indiju i Pakistan. Godse koji je izvršio atentat pištoljem modela Beretta 1934, kalibra .380, osuđen je na smrtnu kaznu. Kazna je izvršena 15. studenog 1949. u Delhiju.
Brat Gopal Godse osuđen je na 18 godina zatvora za isto kazneno djelo.

## Vanjske poveznice
- Intervju s Gopalom Godseom  Arhivirana inačica izvorne stranice od 20. veljače 2011. (Wayback Machine)